# Доаджеле
Доаджеле (рум. Doagele) — село у повіті Васлуй в Румунії. Входить до складу комуни Драгомірешть.
Село розташоване на відстані 266 км на північ від Бухареста, 30 км на захід від Васлуя, 57 км на південь від Ясс, 148 км на північ від Галаца.

## Населення
За даними перепису населення 2002 року у селі проживали 1074 особи.
Національний склад населення села:
| Національність | Кількість осіб | Відсоток |
| -------------- | -------------- | -------- |
| румуни         | 664            | 61,8%    |
| цигани         | 409            | 38,1%    |

Рідною мовою назвали:
| Мова      | Кількість осіб | Відсоток |
| --------- | -------------- | -------- |
| румунська | 666            | 62,0%    |
| циганська | 407            | 37,9%    |